# Ytraberget
Ytraberget er en halvø i Hafrsfjord i den norske kommune Sola. 
Da Harald Hårfager (ca. 850–933) fuldførte samlingen af Norge ved Slaget i Hafrsfjord, flygtede de sidste modstandere til bygdeborgen på Ytraberget. Bygdeborgen på Ytraberget er nævnt i den islandske Heimskringla-saga. Det var antagelig her, agderkongen Kjøtve den Rige søgte tilflugt, før han fortsatte videre ned over Jæren. 
På toppen af bjerget er der et cirka 100 x 50 meter stort plateau til minde om slaget. Det udgør selve bygdeborgen. Et særtræk ved Ytraberget er de tre-fire små tomter på, der måler 8 x 5 meter. Det er muligt at se rester efter rullestensmure næsten hele vejen rundt om plateauet samt rester efter hustomter. 
En bautasten med Olav 5. af Norges signatur blev rejst på toppen af Ytraberget ved 1100-årsjubilæet for slaget i Hafrsfjord i 1972. 
Ytraberget er kendt som et vigtigt historisk sted i Sola og for den frodige og varierede vegetation. Det er afsat som friområde i kommuneplanen og tilhører Sola kommune.
Hafrsfjordområdet har et meget rigt plante- og fugleliv, og der er flere registrerede kulturminder der.
I området er der mulighed for båd- og brætsejlads og gode bade- og fiskemuligheder.
58°54′50″N 5°39′32″Ø / 58.9139°N 5.6589°Ø